# A New Beginning

«Un Nuevo Comienzo» —título original en inglés: «A New Beginning»— es el primer episodio y estreno de la novena temporada de la serie de televisión posapocalíptica, horror The Walking Dead. En el guion estuvo cargo Angela Kang y Greg Nicotero dirigió el episodio, que salió al aire en el canal AMC el 7 de octubre de 2018. Fox hará lo propio en España e Hispanoamérica el día siguiente, respectivamente.
Este episodio marca la aparición final de Xander Berkeley como Gregory, quien apareció por primera vez en la sexta temporada en el episodio "Knots Untie". La muerte de Gregory fue adaptada en el cómic #141. El episodio fue dedicado a Scott Wilson, el actor que interpretó a Hershel Greene, quien murió el día anterior a la primera transmisión del episodio.

## Trama
Han pasado casi 18 meses desde que Rick derrotó a Negan. Las comunidades de Alexandria, Hilltop, El Reino, Oceanside y El Santuario han reconstruido lo que pueden para hacer que las sociedades sean más viables. Rick (Andrew Lincoln) y Michonne (Danai Gurira) criaron a Judith, Maggie se dedica a su Hershel, a su vez hijo de su difunto esposo Glenn, a la que llamó Hershel en honor a su difunto padre, y fue elegida como líder de Hilltop sobre Gregory (Xander Berkeley), y Carol (Melissa McBride) y el Rey Ezekiel (Khary Payton) han crecido como pareja.
Rick lleva a un grupo a los restos de Washington D. C., para rescatar suministros pioneros, como arados, canoas, muestras de semillas y un vagón cubierto de un museo. Esto se ve dificultado por la necesidad de cruzar un piso de vidrio debilitado, bajo el cual se amontonan una horda de caminantes. Ezekiel fracasa en el último cruce, pero se habían atado con cuerdas para atraparlos, y Carol y otros lo rescataron rápidamente, ante una muerte segura. Se dirigen de regreso a las comunidades con su recorrido.
Encuentran que una tormenta de lluvia reciente ha elevado los niveles de agua en un río y destruyó uno de los puentes hacia Hilltop. Mientras Rick sugiere que pueden llegar a Alexandria y esperar los niveles de agua bajen, Maggie quiere volver a Hilltop y deja que el grupo de Rick lleve los suministros a Alexandria. El grupo de Rick continúa, pero se queda atascado en una parte embarrada de la carretera, donde un carruaje se atasca. Mientras los caminantes los atacan, deciden abandonar los suministros y volver por ellos más tarde. Ken regresa para soltar los caballos, pero termina mordido por un caminante. A pesar de que le amputaron el brazo y recibió atención médica inmediata, él todavía muere, debido a una hemorragía y una fuerte coz de un caballo. Más tarde, Maggie habla con Tammy Rose (Brett Butler) y Earl (John Finn), los padres de Ken, quienes están enojados porque su hijo murió por nada de valor. Tienen un funeral para Ken supervisado por Gregory. Más tarde, Gregory habla con Earl, sugiriendo que la elección fue una farsa y que otros, como él, se encuentran totalmente indignados.
Rick, Daryl (Norman Reedus) y Michonne van al Santuario, trayendo los suministros que recuperaron, ya que los terrenos del Santuario no son tan fértiles como los demás. Daryl ve un grafiti en las paredes que aún proclaman lealtad a Negan. Daryl habla con Rick acerca de que ya no quiere ser el encargado del Santuario, sino estar en grupos más pequeños. Carol habla solo con Daryl y le ofrece hacerse cargo del Santuario, ya que le preocupa que Ezekiel haya indicado que quiere casarse con ella. Después de ver el nombre de Negan en el muro del Santuario, Michonne le sugiere a Rick que establezca una carta constitutiva entre la comunidad para actuar como un nuevo código de leyes.
En Hilltop, Maggie está caminando con Hershel para dormir cuando Gregory le dice que alguien había profanado la tumba de Glenn. Ella va allí, pero es asaltada por un hombre encapuchado y la golpea fuertemente en el rostro, luego Enid (Katelyn Nacon) acude a salvarla pero también es golpeada salvajemente quedando inconsciente. Tara (Alanna Masterson) y los demás vienen a rescatarla, revelando que el hombre es Earl. Maggie acosa a Gregory, quien no niega su acto. Gregory intenta matar a Maggie, pero ella lo domina. Al día siguiente, Rick y Michonne visitan Hilltop, y Rick trata de que Maggie acepte entregar suministros al Santuario y ayudar a reparar el puente. Ella afirma que solo proporcionará suministros si los miembros del Santuario hacen el trabajo en el puente. Maggie le dice a Rick que ya no está siguiendo su camino. Antes de irse, Maggie tiene a Gregory en la horca listo para recibir su castigo como una lección a todos que intenten traicionarla, Daryl procede como verdugo y lo ejecutan a pesar de sus súplicas del hombre muriendo ahorcado durante el proceso, mientras Rick y Michonne miran a Maggie con horror.

## Producción
Jeffrey Dean Morgan (Negan) no aparece en el episodio, a pesar de que su nombre aparece en los créditos de apertura. 

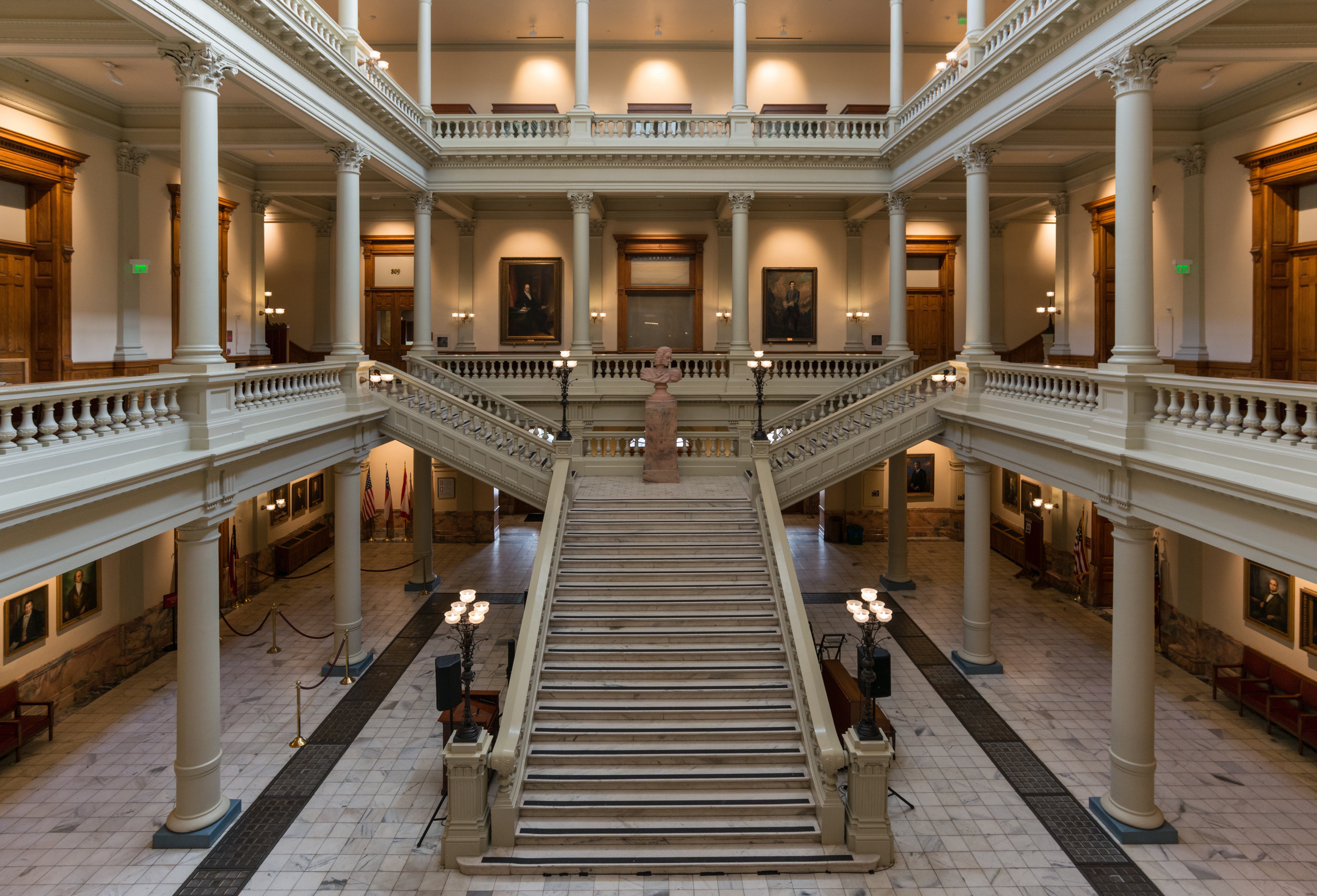
La gran escalera de la capital del estado de Georgia, donde se rodaron algunas de las escenas de este episodio

La filmación de las escenas del museo tuvo lugar principalmente en el Capitolio del Estado de Georgia en Atlanta durante dos días. El equipo de producción creó un piso de vidrio falso hecho de plexiglás para usar en la base de la escalera del edificio para algunas de las escenas.
"A New Beginning" representa el primer episodio de varios cambios en la serie. Es el primer episodio con Angela Kang como la nueva guionista, asumiendo el control de Scott M. Gimple que supervisará la franquicia "The Walking Dead" para AMC. También representa la última temporada para Andrew Lincoln como Rick Grimes, quien había anunciado su salida del programa a principios de 2018. Para facilitar esto, varios elementos de "A New Beginning" están diseñados para adaptarse a la partida de Lincoln.Según Kang, continuaron la hostilidad entre Rick y Maggie sobre las diferencias de cómo Rick salvó la vida de Negan, y la expandió a algunos de los aliados más cercanos de Rick. Por lo tanto, el puente destruido que debe fijarse y sirve como elemento de la trama para varios episodios más se concibió como una representación literal del puente que Rick necesita hacer a sus amigos y aliados para mantener a las diversas comunidades trabajando juntas, de acuerdo con Kang.
.

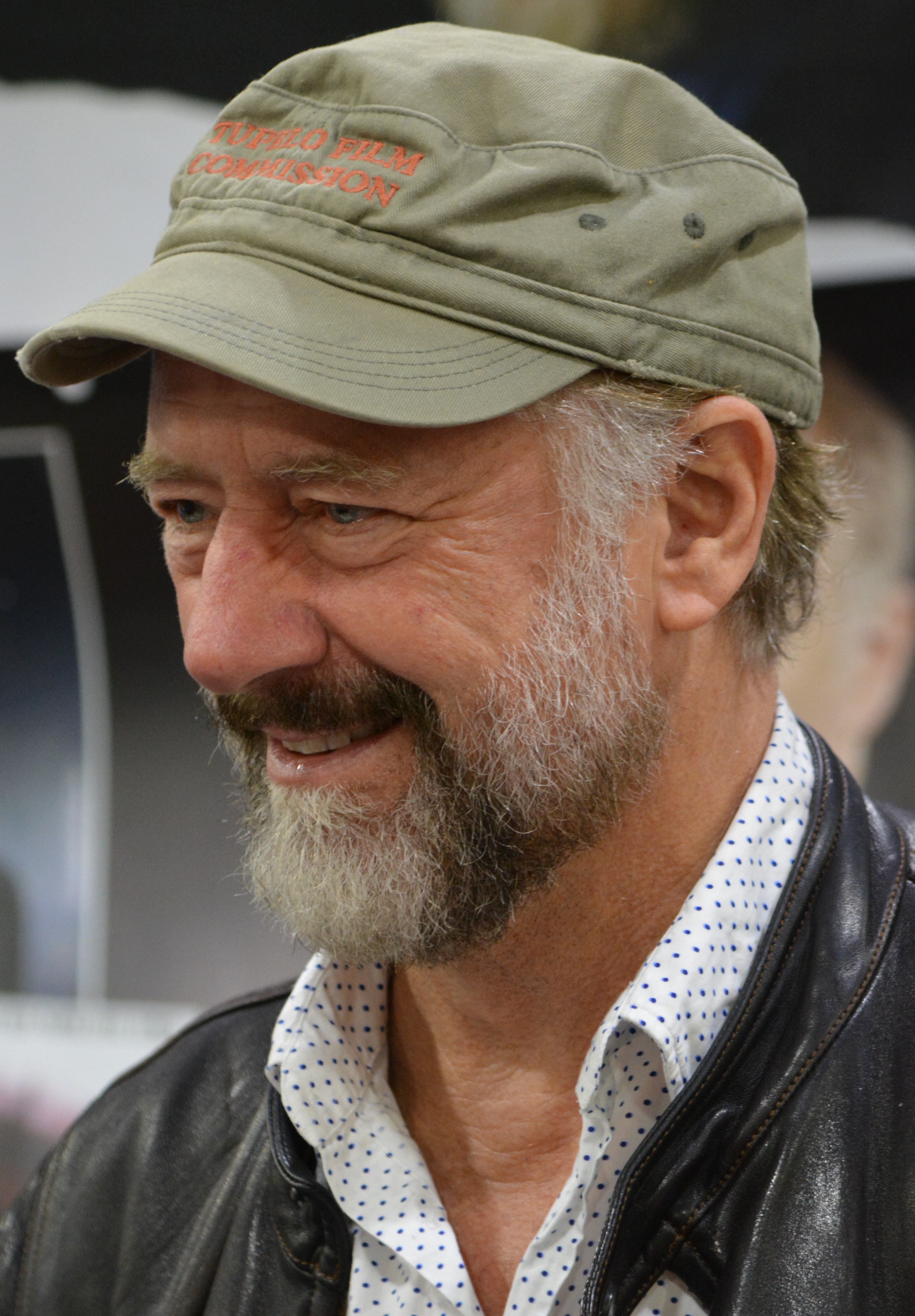
Xander Berkeley hizo su última aparición regular como Gregory en este episodio

El episodio incluye la muerte del personaje principal Gregory, interpretado por Xander Berkeley. Antes de la temporada 9, Berkeley dijo que había habido un plan a largo plazo para la muerte de Gregory, afirmando que "solo hay tanto tiempo que un gilipollas como Gregory puede seguir vivo". Con el cambio de guionista en la temporada 9 junto con los cambios necesarios para acomodar la salida de Lincoln y el horario limitado de Lauren Cohan, Berkeley se enteró de que la muerte de su personaje había aumentado mucho antes, lo que supo casi a último momento. Berkeley no tuvo reparos en el cambio, y consideró que ser ahorcado se agregaría a la cartera de muertes de su actor de trabajos anteriores. La muerte de Gregory fue adaptada en el libro del cómic en la edición #141, donde Gregory tramó de manera similar la muerte de Maggie debido a su expulsión como líder de Hilltop, y Maggie optó por ahorcarlo como castigo.
La filmación de las escenas del museo tuvo lugar principalmente en el Capitolio de Georgia en Atlanta durante dos días. El equipo de producción creó un piso de vidrio falso hecho de plexiglás para usar en la base de la escalera del edificio para algunas de las escenas.
El episodio fue dedicado a la memoria de Scott Wilson, el actor que interpretó a Hershel Greene en la serie. Wilson murió el 6 de octubre de 2018, poco después de las noticias ese mismo día de que ya había repetido su papel de Hershel para la temporada 9.

## Recepción

### Recepción crítica
"A New Beginning" recibió críticas positivas de los críticos. En Rotten Tomatoes, el episodio tiene un índice de aprobación del 94% con una puntuación promedio de 6.93 de 10 basado en 17 comentarios.

### Índices de audiencia
El episodio recibió una audiencia total de 6.08 millones con una calificación de 2.5 en adultos de 18 a 49 años compitiendo con la transmisión argentina de Periodismo para todos (El trece). Aunque fue el programa de cable con mayor calificación de la noche, fue el estreno de la temporada con la calificación más baja para la serie y se redujo en un 50% desde el estreno de la temporada 8 quedando por debajo del programa de Jorge Lanata.